# Carrer Major de Monnars
El Carrer Major de Monnars és una obra de Tarragona protegida com a Bé Cultural d'Interès Local.

## Descripció
Nucli poblacional a Monnars de reduïdes dimensions nascut possiblement a ran de la torre homònima. Recorda encara les traces del poble/carrer medieval. Actualment l'expansió urbanística de la ciutat per llevant, està provocant un canvi radical de l'entorn. Com a elements destacats, l'església, la torre i els primers habitatges construïts en un únic carrer en pendent que desemboca a la carretera de "el Catllar".